# Леонтьєв Василь Васильович
Васи́ль Васи́льович Лео́нтьєв (5 серпня, 1905, Мюнхен, Німеччина — 5 лютого, 1999, Нью-Йорк, США) — американський економіст російського походження, лауреат Нобелівської премії з економіки 1973 року.

## Біографія
Василь Леонтьєв виріс у Петрограді у сім'ї професора економічних наук Василя Васильовича Леонтьєва та його дружини Злати Бенціонівни (згодом Євгенії Борисівни) Бекер.
У 1925 році завершив вивчення філософії і соціології в Ленінградському університеті. Пізніше Леонтьєв вивчав економічні науки в Берліні і за дисертацію «Круговорот економіки» отримав докторський ступінь.
З 1931 року економіст був викладачем Гарвардського та Нью-Йоркського університетів, творцем і керівником американського Інституту економічного аналізу, був консультантом ООН.
З 1954 — президент Економетричного суспільства.
З 1970 — президент Американської економічної асоціації.
Доктор honoris causa Брюссельського (1961), Паризького (1972) і Ленінградського (1990) університетів. Кавалер ордена Почесного легіону (Франція, 1968), нагороджений орденами Висхідного Сонця (Японія, 1984) і Мистецтв та літератури (Франція, 1985). Лауреат премії Б. Хармса (1970) і Нобелівській премії (1973) «за розвиток методу „витрати — випуск“ і застосування до важливих економічних проблем». З 2005 діє Сервер Василя Леонтьева
Дружина (з 1932а) — Естел (Естелла) Маркс (Estelle Marks), поетеса, автор найповнішої біографії сім'ї Леонтьєвих «Геня і Василь» (Zephyr Press, Sommerville, Массачусетс, 1987). Дочка — Світлана Альперс (народилася у 1936), відомий мистецтвознавець, професор університету Каліфорнії в Берклі.

## Дослідження
Леонтьєв розробив модель «витрати — випуск» (міжгалузевий баланс), внаслідок чого в 1973 отримав Нобелівську премію з економіки.

## Вшанування пам'яті
В пам'ять В. Леонтьєва Інститутом глобального розвитку і довкілля встановлена міжнародна економічна премія, яка присуджується за комбіновані теоретичні і емпіричні дослідження, що сприяють повнішому розумінню суспільних процесів і процесів довкілля.
На вшанування Лєонтьєва також названо ряд економічних явищ — наприклад, модель Леонтьєва і парадокс Леонтьєва.

## Твори
- «Структура американської економіки» (The Structure of American Economy, 1941);
- "Економіка «витрати — випуск» (Input—output Economics, 1966);
- «Економічні есе» (Essays in Economics: Theories and Theorizing, 1966).